# Borsa di Casablanca
La Borsa di Casablanca (in arabo بورصة الدار البيضاء‎?; in francese: Bourse de Casablanca; in inglese: Casablanca Stock Exchange, in sigla CSE) è la Borsa della città di Casablanca in Marocco, che è tra le principali piazze finanziarie del continente africano (insieme a Johannesburg, Cairo e Lagos), oltre che essere anche la terza più antica, fondata nel 1929 (dopo la piazza finanziaria egiziana nel 1883 e la piazza finanziaria sudafricana nel 1887).
La CSE realizza anche una delle migliori performance tra i paesi arabi e risulta ad avere resistito positivamente (con un crollo più contenuto rispetto alle principali borse mondiali) anche alla crisi finanziaria globale del 2007-2008, rimanendone solida. La CSE ha attualmente 17 membri e 75 titoli quotati con il picco della capitalizzazione totale del mercato arrivato oltre ai 75 miliardi di $ nel 2007.
Fino al 2002 il principale indice finanziario della CSE era l'IGB (Indice della Borsa dei Valori di Casablanca). Dal 2002 l'IGB è stato sostituito dagli attuali due principali indici finanziari della CSE: la MASI (Moroccan All Shares Index) e la MADEX (Moroccan Most Active Shares Index).
La MASI è un indice azionario che replica la performance di tutte le società quotate nella CSE e traccia le prestazioni di tutte le compagnie presenti.
La MADEX è un indice azionario che comprende le imprese finanziarie più attive sul mercato marocchino, elencate continuamente nella CSE, con variazioni strettamente legate a tutto il mercato, che ne serve da riferimento per la quotazione di tutti i fondi investiti in azioni.
Di recente è rilevante anche l'indice CFG 25, che è composto dai 25 titoli più quotati sulla borsa di Casablanca e da questo indice viene quotato circa l'80% della capitalizzazione del mercato totale di tutte le società quotate alla CSE.
La CSE ha installato inoltre un sistema commerciale elettronico che è organizzato in 2 mercati: un mercato centrale ed un mercato commerciale.

## Indici
- MASI - Moroccan All Shares Index
- MADEX - Moroccan Most Active Shares Index
- CFG 25